# Riedl (Familienname)
Riedl ist ein deutscher Familienname.

## Herkunft und Bedeutung
Riedl ist ein Rufname zu Rudl. Es liegt eine Lautverschiebung vor. Vollformen des Namens sind Rudolf bzw. Rüdiger. In anderen Fällen ist der Name als ursprünglicher Wohnstättenname von Riedel abgeleitet.

## Varianten
- Ried
- Riedel
- Riedle
- Ruedl

## Namensträger

### A
- Adalbert Riedl (1898–1978); österreichischer Politiker (CSP)
- Adolf Riedl (1921–2003), deutscher Unternehmer
- Adrian von Riedl (1746–1809), deutscher Kartograf und Straßenbaudirektor, Sohn von Castulus Riedl
- Alfons Riedl (1937–2008), deutscher Ordensgeistlicher, Journalist und Liedautor
- Alfred Riedl (Heimatforscher) (1906–1980), Rechtsanwalt und Heimatforscher aus Graslitz (Kraslice)
- Alfred Riedl (Fußballspieler) (1949–2020), österreichischer Fußballspieler und -trainer
- Alfred Riedl (Politiker) (* 1952), österreichischer Wirtschaftstreuhänder und Politiker (ÖVP)
- Alois Riedl (* 1935), österreichischer Maler
- Annerose Riedl (* 1949), deutsch-österreichische Bildhauerin
- Armin Riedl (1937–2016), deutscher Erziehungswissenschaftler und Hochschullehrer

### B
- Bruno Riedl (1937–2019), österreichischer Orgelbauer

### C
- Castulus Riedl (1701–1783), deutscher Kartograf und Straßenbaudirektor, Vater von Adrian von Riedl
- Christa Riedl-Dorn (* 1955), österreichische Wissenschaftshistorikerin
- Christine Charlotte Riedl (1801–1873), deutsche Kochbuchautorin
- Christoph Riedl (* 1978), österreichischer Journalist und Fernsehmoderator

### D
- Daniela Riedl (* 1982), österreichische Künstlerin
- Doris Riedl (* 1983), deutsche Autorin

### E
- Erich Riedl (1933–2018), deutscher Politiker (CSU) und Parlamentarischer Staatssekretär
- Ernst Riedl (* 1946), österreichischer Schausteller und Verbandsfunktionär

### F
- Florian Riedl (Musiker) (* 1974), deutscher Musiker und Komponist
- Florian Riedl (Politiker) (* 1977), österreichischer Politiker (ÖVP)
- Franz Hieronymus Riedl (1906–1994), österreichischer Journalist und Volkstumsforscher
- Fritz Riedl (1923–2012), österreichischer Künstler

### G
- Gerda Riedl (* 1961), deutsche Theologin und Hochschullehrerin
- Gerlinde Riedl (* 1970), österreichische Kulturmanagerin und Museumsleiterin
- Gottfried Riedl (* 1940), österreichischer Schauspieler und Autor
- Gregor Gatscher-Riedl (* 1974), österreichischer Archivar und Historiker
- Günter Riedl (1942–2022), deutscher Fußballspieler

### H
- Hans Riedl (Politiker) (1892–1962), deutscher Kommunalpolitiker, Oberbürgermeister der Stadt Passau
- Hans Riedl (Segler) (1911–nach 1932), österreichischer Segler
- Hans Riedl (General) (1919–2007), österreichischer Generalleutnant
- Harald Riedl (* 1961), österreichischer Reiter
- Harald Udo von Riedl (* 1936), österreichischer Botaniker und Pilzkundler
- Helmut Riedl (1933–2024), österreichischer Geograph
- Hermann Riedl (* 1958), deutscher katholischer Geistlicher, Theologe und Hochschullehrer

### I
- Isa Riedl (* 1974), österreichische Malerin und Grafikerin

### J
- Jakob Riedl (Freiheitskämpfer) (1791–1840), Tiroler Freiheitskämpfer
- Jakob Riedl (Synchronsprecher), deutscher Synchronsprecher und Hörspielautor
- Joachim Riedl (* 1953), österreichischer Schriftsteller, Publizist und Journalist
- Johann Riedl (Theologe) (1808–1876), österreichischer katholischer Theologe, Mitglied der Frankfurter Nationalversammlung 1848/49, Salzburger Landtagsabgeordneter
- Johann Riedl (1817–1870), Direktor des SMCA und k.k.-Hauptmann
- Johannes Riedl (1950–2010), deutscher Fußballspieler
- Josef Riedl (Bildhauer), österreichischer Holzbildhauer, Vater von Josef Franz Riedl
- Josef Riedl (Soldat), deutscher Oberstleutnant  und Feldkommandant in Belaja Zerkow
- Josef Riedl (Maler) (1921–2015), deutscher Maler
- Josef Riedl von Leuenstern (1786–1856), österreichischer Verleger, Mathematiker und Beamter
- Josef Anton Riedl (1929–2016), deutscher Komponist
- Josef Franz Riedl (1884–1965), österreichischer Bildhauer

### K
- Karl von Riedl (1862–1919), bayerischer Generalleutnant
- Karl Riedl (Soldat) (1887–?), hochdekorierter deutscher Scharfschütze im Ersten Weltkrieg
- Karl Riedl (Jurist) (1907–1985), deutscher Jurist
- Karl Riedl (1927–1993), österreichischer Theaterschauspieler und -regisseur, siehe Kelle Riedl
- Karl Riedl (Filmeditor), deutscher Filmeditor

### L
- Lothar J. Riedl (* 1964), österreichischer Regisseur, Autor und Fernsehproduzent
- Ludwig Riedl (1858–1919), österreichischer Kaffeesieder

### M
- Manfred Riedl (1924–1999), deutscher Maler
- Marco J. Riedl (* 1969), deutscher Filmregisseur, Drehbuchautor und Kameramann
- Matthias Riedl (* 1962), deutscher Internist, Diabetologe, Ernährungsmediziner und Buchautor
- Matthias Riedl (Informatiker) (* 1967), deutscher Informatiker
- Matthias Riedl (Historiker) (* 1970), deutscher Historiker und Hochschullehrer
- Melanie Riedl (* 1974), deutsche Skeletonpilotin
- Michael Riedl (1755–1827), deutscher Kartograf

### P
- Paul Riedl (* 1987), US-amerikanischer Sänger, Gitarrist und Songwriter (Blood Incantation)
- Peter Riedl (Journalist) (1852–1925), tschechischer Journalist
- Peter Riedl (Herausgeber) (* 1943), österreichischer Radiologe und Zeitschriftenherausgeber
- Peter Riedl (Fußballspieler) (* 1982), österreichischer Fußballspieler
- Peter Anselm Riedl (1930–2016), deutscher Kunsthistoriker und Hochschullehrer
- Peter Philipp Riedl (* 1965), deutscher Literaturwissenschaftler
- Priska Riedl (* 1964), österreichische bildende Künstlerin und Hochschullehrerin

### Q
- Quido Riedl (1878–1946), Dendrologe

### R
- Rainer Riedl (* 1962), österreichischer Vereinsgründer, Obmann und Geschäftsführer von DEBRA Austria
- René Riedl (* 1977), österreichischer Wirtschaftsinformatiker und Hochschullehrer
- Richard Riedl (1865–1944), österreichischer Wirtschaftspolitiker und Diplomat
- Robert Riedl (Politiker) (* 1955), deutscher Politiker (Freie Wähler)
- Robert Riedl (Autor) (* 1972), österreichischer Schriftsteller und Psychotherapeut
- Robert Hauer-Riedl (1942–2005), österreichischer Schauspieler
- Rudolf Riedl (1907–1994), österreichischer Eisschnellläufer
- Rupert Riedl (1925–2005), österreichischer Zoologe

### S
- Simon Riedl, deutscher Filmproduzent und Redakteur
- Sophia Riedl (* 1996), deutsche Musicaldarstellerin und Synchronsprecherin
- Stefan Riedl (* 1957), österreichischer Bühnenbildner
- Susanne Menzel-Riedl (* 1976), deutsche Biologiedidaktikerin und Präsidentin der Universität Osnabrück

### T
- Tadeusz Riedl (* 1933), polnischer Insektenkundler
- Theresa Riedl (* 1965), US-amerikanische Rennrodlerin
- Thomas Riedl (Fußballspieler, 1976) (* 1976), deutscher Fußballspieler und -trainer
- Thomas Riedl (Fußballspieler, 1985) (* 1985), österreichischer Fußballspieler
- Tina Riedl (* 1976), österreichische Badmintonspielerin
- Tonio Riedl (1906–1995), österreichischer Bühnen-, Film- und Fernsehschauspieler

### W
- Walter Riedl (Eishockeyspieler) (* 1940), deutscher Eishockeyspieler und -trainer
- Walter Riedl (Politiker) (1952–2001), österreichischer Politiker (ÖVP)
- Walter Riedl (Motorsportfunktionär), deutscher Motorsportfunktionär
- Wilhelm Riedl (1895–1962), österreichischer Politiker (ÖVP)